# آتول آتو

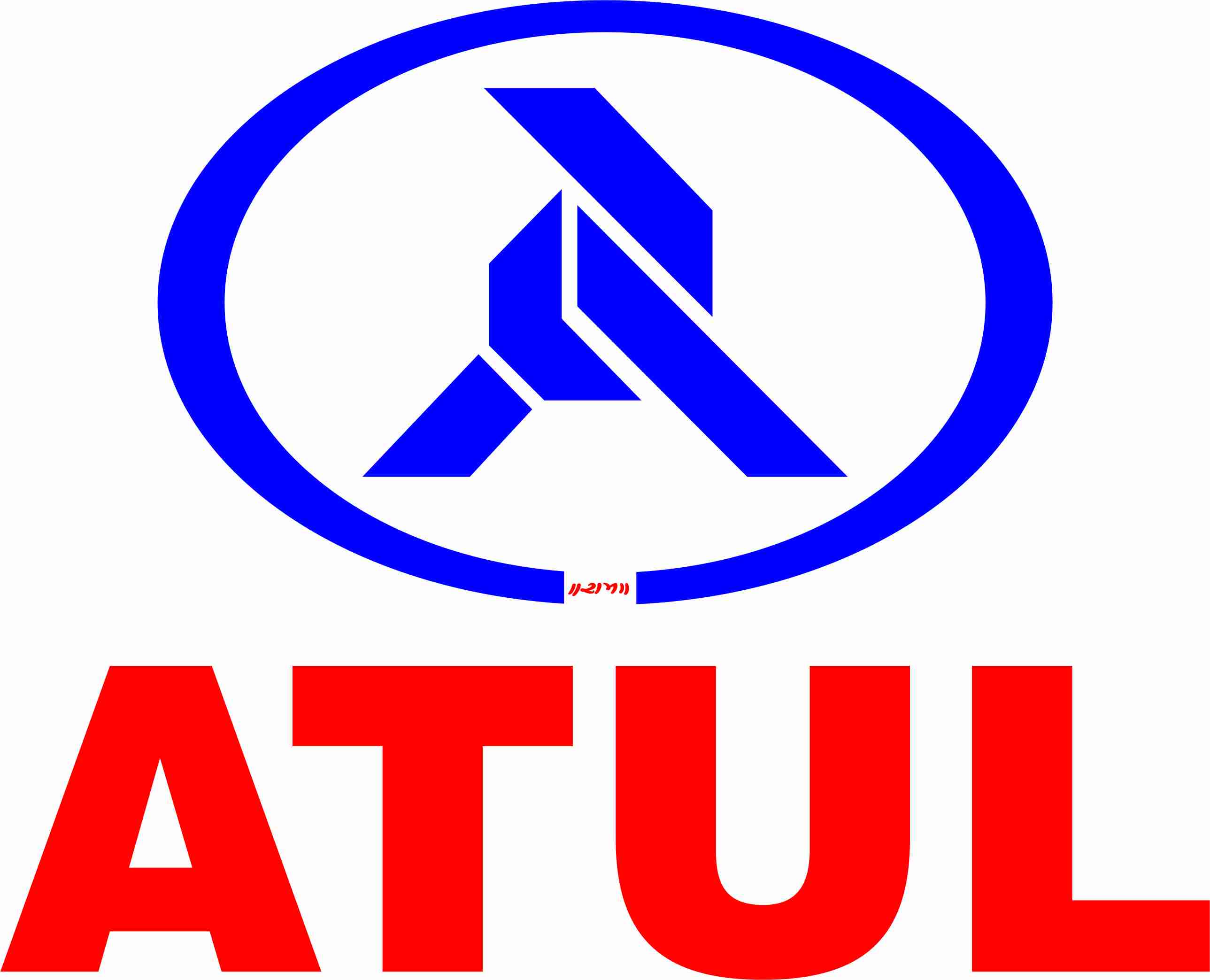
لوگوی شرکت آتول آتو

آتول آتو (انگلیسی: Atul Auto) شرکت خودروسازی هندی است، که در سال ۱۹۸۶ تأسیس شد.